# Bhutanotrechus reflexicollis
Bhutanotrechus reflexicollis (лат.) — вид жуков, единственный представитель рода Bhutanotrechus семейства жужелиц (Carabidae). Является эндемиком Бутана.